# Wybory do Izby Poselskiej Republiki Czeskiej w 2017 roku
Wybory parlamentarne w Czechach w 2017 roku – odbyły się w dniach 20 i 21 października 2017. W ich wyniku Czesi wybrali 200 posłów do Izby Poselskiej VIII kadencji.

## Data wyborów
Zgodnie z czeską konstytucją wybory do Izby Poselskiej odbywają się co cztery lata. Głosowanie każdorazowo w Czechach przypada na piątek i sobotę. Dokładną datę elekcji wybiera Prezydent, który jest zobowiązany poinformować o terminie wyborów co najmniej 90 dni przed upływem kadencji parlamentu. W dniu 6 kwietnia 2017 Prezydent Miloš Zeman ogłosił termin wyborów przypadający na 20 i 21 października 2017.

### Kalendarz wyborczy
| Data                 | Wydarzenie                                                                                        |
| -------------------- | ------------------------------------------------------------------------------------------------- |
| 6 kwietnia           | Prezydent Miloš Zeman ogłosił termin wyborów                                                      |
| 1 września           | Ostatni dzień rejestracji kandydatów i komitetów wyborczych                                       |
| 5 września           | Państwowa Komisja Wyborcza w drodze losowania przydziela numery poszczególnym komitetom wyborczym |
| 4 października       | Rozpoczyna się oficjalna kampania                                                                 |
| 17 października      | Rozpoczyna się głosowanie za pośrednictwem                                                        |
| 20 i 21 października | Wybory parlamentarne do Izby Poselskiej                                                           |

## Zarejestrowane komitety wyborcze
5 września 2017 na 144 posiedzeniu Państwowa Komisja Wyborcza zarejestrowała łącznie 31 komitetów wyborczych. 21 komitetów otrzymało prawo startu w skali całego kraju. O 200 miejsc w parlamencie ubiega się rekordowa liczba 7524 kandydatów, w tym 2154 kobiety (28,6%).
|  | Partia | Pozycja na scenie politycznej, ideologia i poglądy gospodarcze                                          | Lider               |
|  | --- | --- | ------------------- |
|  | Czeska Partia Socjaldemokratyczna (ČSSD) | Lewica, socjaldemokracja                                                                                | Bohuslav Sobotka    |
|  | ANO 2011 (ANO) | Centrum, liberalizm, populizm                                                                           | Andrej Babiš        |
|  | Komunistyczna Partia Czech i Moraw (KSČM) • Partia Socjalizmu Demokratycznego (SDS) | Skrajna lewica, komunizm, eurosceptycyzm                                                                | Vojtěch Filip       |
|  | TOP 09 • Korona Czeska (Monarchistyczna Partia Czech, Moraw i Śląska) • Partia Konserwatywna • Klub Zaangażowanych Bezpartyjnych (KAN) • Partia Liberalno-Ekologiczna                                                                  | Centroprawica, liberalny konserwatyzm                                                                   | Miroslav Kalousek   |
|  | Obywatelska Partia Demokratyczna (ODS) • Partia Przedsiębiorców Republiki Czeskiej (SsČR) | Prawica, konserwatyzm, eurosceptycyzm, liberalizm gospodarczy                                           | Petr Fiala          |
|  | Unia Chrześcijańska i Demokratyczna – Czechosłowacka Partia Ludowa (KDU-ČSL) • Współistnienie i Niepodległość | Centrum, chrześcijańska demokracja, konserwatyzm społeczny                                              | Pavel Bělobrádek    |
|  | Burmistrzowie i Niezależni (STAN) • Burmistrzowie Regionu Liberec • SNK Europejscy Demokraci | Centroprawica, zasada pomocniczości                                                                     | Petr Gazdík         |
|  | Wolność i Demokracja Bezpośrednia (SPD) • Morawianie | Skrajna prawica, polityka antyimigracyjna, eurosceptycyzm, demokracja bezpośrednia                      | Tomio Okamura       |
|  | Czeska Partia Piratów (Piráti) | liberalizm, demokracja uczestnicząca, demokracja bezpośrednia                                           | Ivan Bartoš         |
|  | Partia Zielonych (Zelení) • Ruch Przemiany Politycznej | Centrolewica, zielona polityka, zielony liberalizm                                                      | Matěj Stropnický    |
|  | Partia Wolnych Obywateli (Svobodní) | Prawica, liberalizm klasyczny, prawicowy libertarianizm, eurosceptycyzm                                 | Petr Mach           |
|  | Realiści (REAL) • Patrioci Republiki Czeskiej | Prawica, narodowy konserwatyzm, liberalizm gospodarczy, eurosceptycyzm, polityka antyimigracyjna        | Petr Robejšek       |
|  | Partia Praw Obywateli (SPO) | Centrolewica, socjaldemokracja, eurosceptycyzm, lewicowy nacjonalizm                                    | Jan Veleba          |
|  | Partia Zdrowego Rozsądku (Rozumní) • Nie dla Brukseli – Narodowa Demokracja • Zmiana dla Ludzi • Koalicja Republikańska – Republikańska Partia Czech, Moraw i Śląska • Demokratyczna Partia Zielonych • Czeski Ruch Jedności Narodowej | Skrajna prawica, nacjonalizm, eurosceptycyzm, narodowy liberalizm, protekcjonizm                        | Petr Hannig         |
|  | Stowarzyszenie na rzecz Republiki – Republikańska Partia Czechosłowacji (SPR-RSČ) | Skrajna prawica, nacjonalizm, eurosceptycyzm, republikanizm, szkoła austriacka, rasizm, czechosłowakizm | Miroslav Sládek     |
|  | Partia Robotnicza (DSSS) | Skrajna prawica, nacjonalizm, narodowy socjalizm, eurosceptycyzm, neonazizm                             | Tomáš Vandas        |
|  | Zakon Narodowy – Unia Patriotyczna (ŘN-VU) | Skrajna prawica, nacjonalizm, narodowy konserwatyzm, polityka antyimigracyjna                           | Antonie Krzemieňová |
|  | Obywatelski Sojusz Demokratyczny (ODA) | Prawica, konserwatywny liberalizm                                                                       | Pavel Sehnal        |
|  | Referendum w Sprawie Unii Europejskiej (REU) | Prawica, demokracja bezpośrednia, eurosceptycyzm                                                        | František Matějka   |
|  | Blok Przeciw Islamizacji – Obrona Ojczyzny (BPI) | Skrajna prawica, nacjonalizm, antyislamizm, eurosceptycyzm                                              | Jana Borkovcová     |

## Kampania wyborcza
Czeska Telewizja poinformowała 3 sierpnia 2017, że przeprowadzi 14 debat tematycznych i jedną super debatę. Przepustką do otrzymania zaproszenia uprawniającego komitet do udziału w debacie była ankieta publiczna przeprowadzona w dniach 23 sierpnia–8 września przez Median i Kantar TNS. W ten sposób zaproszenie otrzymało 10 partii politycznych z poparciem przekraczającym 5%.

## Sondaże przedwyborcze
Na zlecenie ČT agencja badawcza Median i Kantar TNS przeprowadziła w dniach 23 sierpnia–8 września 2017 badanie preferencji politycznych przed zbliżającymi się wyborami parlamentarnymi. Próba objęła 3837 respondentów.
| Komitet wyborczy | Poparcie |
| ---------------- | -------- |
| ANO 2011         | 35%      |
| ČSSD             | 17%      |
| ODS              | 15,5%    |
| KSČM             | 14%      |
| TOP 09           | 13%      |

## Wyniki wyborów
Wybory parlamentarne do Izby Poselskiej zakończyły się zwycięstwem centroprawicowej partii ANO. Ugrupowanie Andreja Babiša przy poparciu 29,64% zdobyło 78 mandatów. Drugie miejsce z wynikiem 11,32% i 25 mandatami zajęła Obywatelska Partia Demokratyczna. Trzecie miejsce przypadło Czeskiej Partii Piratów. Frekwencja wyborcza wyniosła 60,84%.
| Partia                                                                            | Głosy     | %     | Zmiana | Mandaty | Zmiana |
| --------------------------------------------------------------------------------- | --------- | ----- | ------ | ------- | ------ |
| ANO 2011 (ANO)                                                                    | 1 500 113 | 29,64 | 10,98  | 78      | 31     |
| Obywatelska Partia Demokratyczna (ODS)                                            | 572 962   | 11,32 | 3,59   | 25      | 9      |
| Czeska Partia Piratów (Piráti)                                                    | 546 393   | 10,79 | 8,13   | 22      | 22     |
| Wolność i Demokracja Bezpośrednia (SPD)                                           | 538 574   | 10,64 | —      | 22      | 22     |
| Komunistyczna Partia Czech i Moraw (KSČM)                                         | 393 100   | 7,76  | 7,15   | 15      | 18     |
| Czeska Partia Socjaldemokratyczna (ČSSD)                                          | 368 347   | 7,27  | 13,09  | 15      | 35     |
| Unia Chrześcijańska i Demokratyczna – Czechosłowacka Partia Ludowa (KDU-ČSL)      | 293 643   | 5,80  | 0,98   | 10      | 4      |
| TOP 09                                                                            | 268 811   | 5,31  | 6,69   | 7       | 19     |
| Burmistrzowie i Niezależni (STAN)                                                 | 262 157   | 5,18  | —      | 6       | 6      |
|                                                                                   |           |       |        |         |        |
| Partia Wolnych Obywateli (Svobodní)                                               | 79 229    | 1,56  | 0,91   | 0       | 0      |
| Partia Zielonych (Zelení)                                                         | 74 335    | 1,46  | 1,74   | 0       | 0      |
| Partia Zdrowego Rozsądku (Rozumní)                                                | 36 528    | 0,72  | 0,45   | 0       | 0      |
| Realiści (REAL)                                                                   | 35 995    | 0,71  | —      | 0       | —      |
| Partia Praw Obywateli (SPO)                                                       | 18 556    | 0,36  | 1,15   | 0       | 0      |
| Sportowcy (SPSO)                                                                  | 10 593    | 0,20  | —      | 0       | —      |
| Partia Robotnicza (DSSS)                                                          | 10 402    | 0,20  | 0,66   | 0       | 0      |
| Stowarzyszenie na rzecz Republiki – Republikańska Partia Czechosłowacji (SPR-RSČ) | 9857      | 0,19  | —      | 0       | —      |
| Zakon Narodowy – Unia Patriotyczna (ŘN-VU)                                        | 8735      | 0,17  | —      | 0       | —      |
| Obywatelski Sojusz Demokratyczny (ODA)                                            | 8030      | 0,15  | —      | 0       | —      |
| Blok Przeciw Islamizacji – Obrona Ojczyzny (BPI)                                  | 5077      | 0,10  | —      | 0       | —      |
| Referendum w Sprawie Unii Europejskiej (REU)                                      | 4276      | 0,08  | —      | 0       | —      |
| Radosne Czechy (RČ)                                                               | 3852      | 0,07  | —      | 0       | —      |
| Droga Odpowiedzialnych Przedsiębiorców (Cesta)                                    | 3758      | 0,07  | —      | 0       | —      |
| Dobry Wybór 2016 (DV 2016)                                                        | 3722      | 0,07  | —      | 0       | —      |
| Czeska Partia Narodowo-Społeczna (ČSNS)                                           | 1573      | 0,03  | —      | 0       | —      |
| Głosuj na Blok Prawicowy (PB)                                                     | 491       | 0,00  | —      | 0       | —      |
| Stowarzyszenie przeciw Budownictwu Deweloperskiemu w Dolinie Prokopa (SPDV)       | 438       | 0,00  | —      | 0       | —      |
| Unie H.A.V.E.L.                                                                   | 436       | 0,00  | —      | 0       | —      |
| Obywatele 2011                                                                    | 359       | 0,00  | —      | 0       | —      |
| Naród Razem (NáS)                                                                 | 300       | 0,00  | —      | 0       | —      |
| Czeski Front Narodowy (ČNF)                                                       | 117       | 0,00  | —      | 0       | —      |
| Głosy nieważne                                                                    | 30 306    | —     | —      | —       | —      |
| Razem                                                                             | 5 091 020 | 100   | —      | 200     | —      |
| Frekwencja                                                                        | 8 374 433 | 60,84 |        | —       | —      |

### Mapy wyników
Ciemniejsze barwy znaczą lepsze wyniki dla każdej partii.

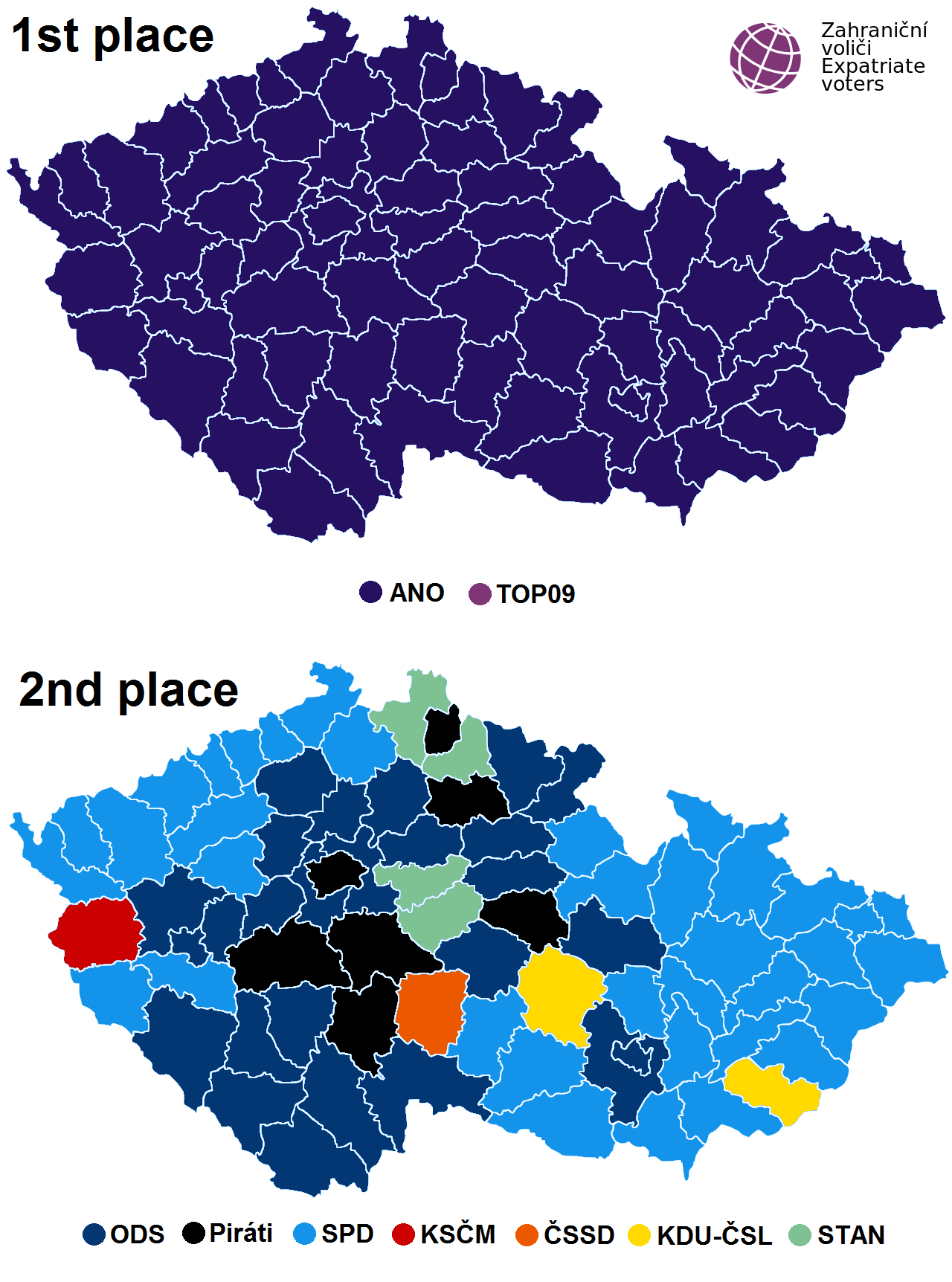
ANO
ODS
Piráti
SPD
KSČM
ČSSD
KDU-ČSL
TOP 09
STAN